# TCF-Ansatz
Der Total Cash Flow Ansatz gehört zu den Discounted-Cash-Flow-Verfahren der Unternehmensbewertung.

## Überblick
Der Sinn der Discounted-Cash-Flow-Verfahren besteht in einer genauen (quantitativen) Bestimmung des Steuervorteiles aus einer anteiligen Fremdfinanzierung. Jetzt hängt die Höhe des Steuervorteiles von der Finanzierungspolitik des Unternehmens ab. In vielen Fällen wird nur eine Unternehmenssteuer (also beispielsweise eine Körperschaftsteuer oder Gewerbesteuer) unterstellt, eine Besteuerung der Anteilseigner wird vernachlässigt.
Wird nun weiterhin angenommen, dass das Unternehmen eine so genannte marktwertorientierte Finanzierung betreibt (bei einer marktwertorientierten Finanzierung wird bereits heute die zukünftige Fremdkapitalquote in der gesamten Zukunft exakt vorgegeben. Abweichungen oder andere Unsicherheiten werden ausgeschlossen.), dann bietet sich die Verwendung des TCF-Ansatzes (Total Cash Flow) an. Die Verwendung des TCF-Ansatzes ist an die Voraussetzung einer marktwertorientierten Finanzierung gebunden – wird das Unternehmen anders als marktwertorientiert finanziert, dann wird der korrekte Unternehmenswert nicht mit dem TCF-Wert übereinstimmen.
Neben dem TCF-Ansatz kann man ebenfalls den FTE-Ansatz oder die WACC-Gleichung verwenden. Alle drei Verfahren führen zum gleichen Unternehmenswert. Welche der drei Methoden man verwendet richtet sich danach, welche Informationen der Bewerter besitzt. Beim TCF-Verfahren wird angenommen, dass der Bewerter die erwarteten Cashflows in der Zukunft und außerdem die durchschnittlichen Kapitalkosten kennt. Sowohl das WACC- wie auch das FTE-Verfahren treffen andere Annahmen hinsichtlich dieser Informationen.

## Gleichung
{\displaystyle V^{l}=\sum _{t=1}^{T}{\frac {E[FCF_{t}^{l}]}{(1+k_{0}^{d})\cdots (1+k_{t-1}^{d})}}}
mit:
- {\displaystyle V^{l}} Wert des verschuldeten Unternehmens
- {\displaystyle k_{t}^{d}} durchschnittliche Kapitalkosten des verschuldeten Unternehmens im Zeitpunkt t
- {\displaystyle E[FCF_{t}^{l}]} erwartete Cashflows des verschuldeten Unternehmens im Zeitpunkt t